# Urgleptes sandersoni
Urgleptes sandersoni là một loài bọ cánh cứng trong họ Cerambycidae.